# Horváth Árpád (író)
Horváth Árpád (Győr, 1907. augusztus 3. – Budapest, 1990. január 6.) technika- és tudománytörténeti író, vegyészmérnök.

## Életpálya
Horváth Árpád Horváth Lajos fiákeres és taxis fiaként született 1907. augusztus 3-án Győrött. Az elemi iskolát, majd a bencés gimnáziumot szülővárosában végezte, tanári diplomáját a budapesti Pázmány Péter Tudományegyetemen kapta, de rendelkezett textiltechnikusi végzettséggel is, szakképzett órásmester volt, 1941-ben pedig műszaki doktorátust szerzett Budapesten. Győrben a Magyar Vagon- és Gépgyárban, a Jankovits-féle gőzmalomban, a helyi Vegyvizsgáló Állomáson, és a Grab M. & Fiai Első Magyar Viaszosvászon és Műbőrgyárban dolgozott, Budapesten az Iparügyi Minisztériumban állt alkalmazásban. Tanárként a győri Női Felsőkereskedelmi Iskolában; a Gépipari Gimnáziumban és Textilipari Szakiskolában; a Rejtő Sándor Textilipari Technikumban; a Széchenyi István Közlekedési és Távközlési Műszaki Főiskolán; Budapesten a Rákóczi Gimnáziumban és az Apáczai Csere János Gyakorló Gimnáziumban oktatott. Szakíróként, illetve műszaki és tudományos népszerűsítőként tankönyvei, közel három tucat ismeretterjesztő műve, és megszámlálhatatlan szakcikke és népszerűsítő írása jelent meg.
A csillagászattal gimnáziumi évei alatt került kapcsolatba. Visszaemlékezése szerint “egy hideg téli estén, fizikatanárunk a szertár ablakába régimódi lencsés távcsövet helyezett, és azon át megnézhettük a holdhegyeket, a Vénusz sarlóját, a Jupiter holdjait és az Orion ködét”. E feledhetetlen és életre szóló élményt követően fokozott figyelemmel forgatta a csillagászati szakirodalmat, illetve műszaki beállítottságából adódóan különösen nagy érdeklődést tanúsított a távcsövekkel kapcsolatosan. Egyetemi tanulmányai során nagy hatást gyakoroltak rá Kövesligethy Radó remekbe szabott égi mechanikai és geofizikai előadásai, különösen ezek csillagászat- és műszertörténeti adalékai. Az első Magyar Csillagászati Egyesülethez az alapítás évében, 1946-ban csatlakozott. Szervezője a Győri Helyi Csoportnak, illetve rendszeres szerzője az egyesület Csillagok Világa című lapjának. A Természettudományi Társulat tagjaként ezt követően is fontos szerepet játszott a csillagászati ismeretterjesztésben. Ott találjuk az 1955-ben indult győri csillagászati szakkör indításánál, 1957-ig ő vezeti a Vagon- és Gépgyárban működő csoportot, valamint az intézmény bemutató csillagvizsgálójának 1970-es megszületésénél is bábáskodott. Az ötvenes évektől a hetvenes évekig gyakori és kedvelt előadója a budapesti Uránia csütörtöki előadás-sorozatainak, a győri csillagászati szakkörnek és csillagvizsgálónak, a Csillagászati Hét budapesti és a győri rendezvényeinek, a TIT Kossuth Klubban szervezett csillagászati szakosztályi előadásainak, valamint a József Attila Szabadegyetemnek. Asztronómiai könyvei közül a legmonumentálisabb alkotás, a “Csillagnézők” 1961-ben látott napvilágot. A mű csillagászattörténeti munka, de nem elsősorban tudománytörténet. A szerző “emberi sorsokon, jellemeken, epizódokon és anekdotákon keresztül ismerteti meg olvasóival a tudományág fejlődését”. A “Csillagnézők”-ről tehát teljes joggal állíthatjuk azt, amit Horváth Árpád könyve alcíméül is választott: “A csillagászat regénye”. A mű az asztronómia egyetemes és hazai történetének kiváló esszenciája, az ókori Mezopotámiától a rádiótávcsövek, és az űrkutatás hőskorának csillagászati vonatkozású felhasználási lehetőségeiig mutatja be a diszciplína történetét. Az 1988-ban megjelentetett “A távcső regénye” 167 oldalon foglalja össze a távcsövek történetét az ókori és középkori előzményektől Galilei teleszkópján át, a XIX. század óriásrefraktorain és -reflektorain keresztül az akkor még csak tervezőasztalon létező Hubble-űrtávcsőig. A könyv Horváth talán legfontosabb csillagászati műve, hiánypótló alkotás. Tudomány- és technikatörténeti népszerűsítő alapmű. Fontos csillagászati ismeretterjesztő alkotása “A végtelen Világegyetem”, valamint az elmúlt évszázad egyik legkiválóbb magyar űrkutatási szakemberével, Nagy István Györggyel közösen írt, “A csillagok felé” című űrhajózási népszerűsítő kiadvány.  Regényes történetekben dolgozta fel több híres magyar tudós, feltaláló életét (A Múlt Magyar Tudósai sorozat I-V.). Sok műszaki témájú, érdekes ismeretterjesztő könyvben technikai alkotások összefoglaló történetét írta meg. Több csillagászati tárgyú ismeretterjesztő könyvet is írt. Termékeny, a választott témában elmélyedő, sokoldalú szerző volt.

## Művei
- A dinamó regénye. Jedlik Ányos életútja; Egyetemi Nyomda, Bp., 1944
- A varázsinga. Eötvös Loránd élete; Ifjúsági, Bp., 1954
- A reformkor mérnöke [Vásárhelyi Pál]; Ifjúsági, Bp., 1956
- Az óra regénye; Táncsics, Bp., 1957
- Fehér Imre–Horváth Árpád: A fizika és a haladás, 1-4.; Tankönyvkiadó, Bp., 1960-1967
- Csillagnézők. A csillagászat regénye; Táncsics, Bp., 1961
- A végtelen világegyetem; Gondolat, Bp., 1963 (Családi kiskönyvtár)
- A tüzes gép. Fejezetek a gőzgép történetéből; Táncsics, Bp., 1963
- Camera obscura. A fényképezés és a film története; Táncsics, Bp., 1965
- Korok, gépek, feltalálók; Gondolat, Bp., 1966
- Az ágyú históriája. Képek a tüzértechnika történetéből; Zrínyi, Bp., 1966
- Horváth Árpád–Pap János: Technikatörténet; Országos Műszaki Könyvtár és Dokumentációs Központ, Bp., 1967
- Muzsikáló szerkezetek története. A harangjátéktól a fénytelefonig; Táncsics, Bp., 1967
- A gépkocsi regénye; Zrínyi, Bp., 1968
- A hadirepülés évszázada; Zrínyi, Bp., 1968
- A gondolat szárnyai. Képek a katonai híradástechnika történetéből; Zrínyi, Bp., 1969
- Verne, a technika álmodója; Táncsics, Bp., 1969
- Utak, hidak, vasutak; Zrínyi, Bp., 1970
- A gépkocsi regénye; 2. átdolg. kiad.; Zrínyi, Bp., 1972
- Csodafegyverek; Zrínyi, Bp., 1972
- Jedlik Ányos; Akadémiai, Bp., 1974 (A múlt magyar tudósai)
- Horváth Árpád–Nagy István György: A csillagok felé; Zrínyi, Bp., 1975
- Nagy vállalkozások; Gondolat, Bp., 1976
- Horváth Árpád–Kováts Zoltán: A haditechnika évezredei; Zrínyi, Bp., 1977
- Gábor Imre–Horváth Árpád: A haditérképek históriája. Fejezetek a térképészet és a katonaföldrajz történetéből; Zrínyi, Bp., 1979
- A megkésett világhír [Jedlik Ányos]; Móra, Bp., 1980
- Órák és órások; Gondolat, Bp., 1982 (Gondolat zsebkönyvek)
- Edison; Gondolat, Bp., 1983
- A technika varázsa; Móra, Bp., 1984
- A tűzgéptől a gázturbináig. A motor technikatörténete; Műszaki, Bp., 1986
- Órák; Móra, Bp., 1988 (Kolibri könyvek)
- A távcső regénye; Műszaki, Bp., 1988
- Verne, a technika álmodója; sajtó alá rend., irodalomjegyz. Majtényi Zoltán; Unikornis, Bp., 2005 (Jules Verne összes művei)
- "Az elmélet a steril agyvelők menhelye". Várkonyi Nándor és Horváth Árpád levelezése; Napkút, Bp., 2016 (Káva téka)